# Campeonato NORCECA de Voleibol Feminino de 2021
O Campeonato NORCECA de Voleibol Feminino de 2021 foi a 27.ª edição deste torneio organizado bienalmente pela NORCECA em parceria com a Federação Mexicana de Voleibol (FMVB), realizado no período de 26 a 31 de agosto, com as partidas realizadas no Arena Astros na cidade de Guadalajara, com duas vagas para o Campeonato Mundial de 2022.
A República Dominicana conquista de forma consecutiva o bicampeonato continental, o terceiro título no total, ao derrotar Porto Rico. Ambas garantiram vagas ao Campeonato Mundial. Completando o pódio do torneio, a representação do Canadá conquistou a medalha de bronze. A oposta dominicana Gaila González foi eleita a melhor jogadora da competição.

## Seleções participantes
As seguintes seleções participaram do Campeonato:
| Equipe               | Última participação |
| -------------------- | ------------------- |
| México               | (Sede), 5º em 2019  |
| Canadá               | 3º em 2019          |
| Costa Rica           | 7º em 2019          |
| Porto Rico           | 4º em 2019          |
| Estados Unidos       | 2º em 2019          |
| República Dominicana | 1º em 2019          |
| Trinidad e Tobago    | 8º em 2019          |

## Formato da disputa
O torneio foi dividido em duas fases: fase classificatória e fase final. 
Na fase preliminar, as 7 equipes participantes foram divididas em dois grupos, um com 3 equipes e outro com 4 equipes. Cada grupo foi jogado com um sistema de todos contra todos e as equipes foram classificadas de acordo com os seguintes critérios.
1. Maior número de partidas ganhas.
2. Maior número de pontos obtidos, que são concedidos da seguinte forma:
  - Partida com resultado final 3–0: 5 pontos para o vencedor e 0 pontos para o perdedor.
  - Partida com resultado final 3–1: 4 pontos para o vencedor e 1 pontos para o perdedor.
  - Partida com resultado final 3–2: 3 pontos para o vencedor e 2 pontos para o perdedor.
3. Proporção entre pontos ganhos e pontos perdidos (razão de pontos).
4. Proporção entre os Sets ganhos e os Sets perdidos (relação sets).
5. Se o empate persistir entre duas equipes, a prioridade é dada à equipe que venceu a última partida entre as equipes envolvidas.
6. Se o empate persistir entre três equipes ou mais, uma nova classificação será feita levando-se em conta apenas as partidas entre as equipes envolvidas.[6]

## Fase classificatória

### Grupo A
|     |                |     | Jogos | Jogos | Jogos | Resultados | Resultados | Resultados | Resultados | Resultados | Resultados | Sets | Sets | Sets  | Pontos | Pontos | Pontos |
| Pos | Equipe         | Pts | T     | V     | D     | 3–0        | 3–1        | 3–2        | 2–3        | 1–3        | 0–3        | V    | P    | R     | V      | P      | R      |
| --- | -------------- | --- | ----- | ----- | ----- | ---------- | ---------- | ---------- | ---------- | ---------- | ---------- | ---- | ---- | ----- | ------ | ------ | ------ |
| 1   | Canadá         | 6   | 2     | 1     | 1     | 0          | 1          | 0          | 1          | 0          | 0          | 5    | 4    | 1.250 | 189    | 178    | 1.062  |
| 2   | Estados Unidos | 5   | 2     | 1     | 1     | 0          | 0          | 1          | 1          | 0          | 0          | 5    | 5    | 1.000 | 203    | 200    | 1.015  |
| 3   | Porto Rico     | 4   | 2     | 1     | 1     | 0          | 0          | 1          | 0          | 1          | 0          | 4    | 5    | 0.800 | 189    | 203    | 0.931  |

Resultados
| Data   | Hora  |                | Placar |            | Set 1 | Set 2 | Set 3 | Set 4 | Set 5 | Total   | Relatório |
| ------ | ----- | -------------- | ------ | ---------- | ----- | ----- | ----- | ----- | ----- | ------- | --------- |
| 26 ago | 14:00 | Estados Unidos | 2–3    | Porto Rico | 25–21 | 26–28 | 19–25 | 25–21 | 9–15  | 104–110 | P2P3      |
| 27 ago | 17:30 | Estados Unidos | 3–2    | Canadá     | 25–17 | 15–25 | 19–25 | 25–15 | 15–8  | 99–90   | P2P3      |
| 28 ago | 17:30 | Porto Rico     | 1-3    | Canadá     | 17–25 | 22–25 | 26–24 | 14–25 |       | 79–99   | P2P3      |

### Grupo B
|     |                      |     | Jogos | Jogos | Jogos | Resultados | Resultados | Resultados | Resultados | Resultados | Resultados | Sets | Sets | Sets  | Pontos | Pontos | Pontos |
| Pos | Equipe               | Pts | T     | V     | D     | 3–0        | 3–1        | 3–2        | 2–3        | 1–3        | 0–3        | V    | P    | R     | V      | P      | R      |
| --- | -------------------- | --- | ----- | ----- | ----- | ---------- | ---------- | ---------- | ---------- | ---------- | ---------- | ---- | ---- | ----- | ------ | ------ | ------ |
| 1   | República Dominicana | 14  | 3     | 3     | 0     | 2          | 1          | 0          | 0          | 0          | 0          | 9    | 1    | 9.000 | 259    | 172    | 1.506  |
| 2   | México               | 11  | 3     | 2     | 1     | 2          | 0          | 0          | 0          | 1          | 0          | 7    | 3    | 2.333 | 241    | 188    | 1.282  |
| 3   | Costa Rica           | 5   | 3     | 1     | 2     | 1          | 0          | 0          | 0          | 0          | 2          | 3    | 6    | 0.500 | 169    | 177    | 0.955  |
| 4   | Trinidad e Tobago    | 0   | 3     | 0     | 3     | 0          | 0          | 0          | 0          | 0          | 3          | 0    | 9    | 0.000 | 93     | 225    | 0.413  |

Resultados
| Data   | Hora  |                      | Placar |                      | Set 1 | Set 2 | Set 3 | Set 4 | Set 5 | Total  | Relatório |
| ------ | ----- | -------------------- | ------ | -------------------- | ----- | ----- | ----- | ----- | ----- | ------ | --------- |
| 26 ago | 17:30 | República Dominicana | 3–0    | Costa Rica           | 25–11 | 25–21 | 25–15 |       |       | 75–47  | P2P3      |
| 26 ago | 20:00 | México               | 3–0    | Trinidad e Tobago    | 25–13 | 25–9  | 25–10 |       |       | 75–32  | P2P3      |
| 27 ago | 14:00 | República Dominicana | 3–0    | Trinidad e Tobago    | 25–5  | 25–17 | 25–12 |       |       | 75–34  | P2P3      |
| 27 ago | 20:00 | México               | 3–0    | Costa Rica           | 25–14 | 25–12 | 25–21 |       |       | 75–47  | P2P3      |
| 28 ago | 14:00 | Trinidad e Tobago    | 0–3    | Costa Rica           | 13–25 | 4–25  | 10–25 |       |       | 27–75  | P2P3      |
| 28 ago | 20:00 | México               | 1–3    | República Dominicana | 30–28 | 19–25 | 13–25 | 29–31 |       | 91–109 | P2P3      |

## Fase final

### Chaveamento final
|  | Quartas de finais | Quartas de finais | Quartas de finais |  |  | Semifinais | Semifinais           | Semifinais |  |  | Final    | Final                | Final    |
|  |                   |                   |                   |  |  |            |                      |            |  |  |          |                      |          |
|  |                   |                   |                   |  |  | A1         | Canadá               | 1          |  |  |          |                      |          |
|  | A2                | México            | 1                 |  |  | B2         | Porto Rico           | 3          |  |  |          |                      |          |
|  | B3                | Porto Rico        | 3                 |  |  |            |                      |            |  |  | A3       | Porto Rico           | 2        |
|  |                   |                   |                   |  |  |            |                      |            |  |  | B1       | República Dominicana | 3        |
|  |                   |                   |                   |  |  | B1         | República Dominicana | 3          |  |  |          |                      |          |
|  | B2                | Estados Unidos    | 3                 |  |  | A2         | Estados Unidos       | 0          |  |  | 3° lugar | 3° lugar             | 3° lugar |
|  | A3                | Costa Rica        | 0                 |  |  |            |                      |            |  |  | A1       | Canadá               | 3        |
|  |                   |                   |                   |  |  |            |                      |            |  |  | A2       | Estados Unidos       | 2        |

### Quartas de final
| Data   | Hora  |                | Placar |            | Set 1 | Set 2 | Set 3 | Set 4 | Set 5 | Total  | Relatório |
| ------ | ----- | -------------- | ------ | ---------- | ----- | ----- | ----- | ----- | ----- | ------ | --------- |
| 29 ago | 17:30 | Estados Unidos | 3–0    | Costa Rica | 25–11 | 25–17 | 25–10 |       |       | 75–38  | P2P3      |
| 29 ago | 20:00 | México         | 1–3    | Porto Rico | 22–25 | 19–25 | 27–25 | 23–25 |       | 91–100 | P2P3      |

### Semifinais
| Data   | Hora  |                      | Placar |                | Set 1 | Set 2 | Set 3 | Set 4 | Set 5 | Total | Relatório |
| ------ | ----- | -------------------- | ------ | -------------- | ----- | ----- | ----- | ----- | ----- | ----- | --------- |
| 30 ago | 17:30 | Canadá               | 1–3    | Porto Rico     | 18–25 | 25–19 | 23–25 | 20–25 |       | 86–94 | P2P3      |
| 30 ago | 20:00 | República Dominicana | 3–0    | Estados Unidos | 25–16 | 25–18 | 25–20 |       |       | 75–54 | P2P3      |

### Quinto lugar
| Data   | Hora  |            | Placar |        | Set 1 | Set 2 | Set 3 | Set 4 | Set 5 | Total | Relatório |
| ------ | ----- | ---------- | ------ | ------ | ----- | ----- | ----- | ----- | ----- | ----- | --------- |
| 30 ago | 14:00 | Costa Rica | 0–3    | México | 15–25 | 10–25 | 15–25 |       |       | 40–75 | P2P3      |

### Terceiro lugar
| Data   | Hora  |        | Placar |                | Set 1 | Set 2 | Set 3 | Set 4 | Set 5 | Total  | Relatório |
| ------ | ----- | ------ | ------ | -------------- | ----- | ----- | ----- | ----- | ----- | ------ | --------- |
| 31 ago | 00:00 | Canadá | 3–2    | Estados Unidos | 25–17 | 17–25 | 25–22 | 23–25 | 15–8  | 105–97 | P2P3      |

### Final
| Data   | Hora  |            | Placar |                      | Set 1 | Set 2 | Set 3 | Set 4 | Set 5 | Total   | Relatório |
| ------ | ----- | ---------- | ------ | -------------------- | ----- | ----- | ----- | ----- | ----- | ------- | --------- |
| 31 ago | 00:00 | Porto Rico | 2–3    | República Dominicana | 22–25 | 25–15 | 17–25 | 25–21 | 12–15 | 101–101 | P2P3      |

## Classificação final
| Pos | Equipe               |
| --- | -------------------- |
| 1   | República Dominicana |
| 2   | Porto Rico           |
| 3   | Canadá               |
| 4   | Estados Unidos       |
| 5   | México               |
| 6   | Costa Rica           |
| 7   | Trinidad e Tobago    |

|  | Classificado para o Campeonato Mundial de 2022 |

## Premiação individuais
As atletas que integraram a seleção do campeonato foram:
| MVP (Most Valuable Player) | Gaila González      | República Dominicana |
| Oposta                     | Gaila González      | República Dominicana |
| 1ª ponteira                | Prisilla Rivera     | República Dominicana |
| 2ª ponteira                | Bethania de la Cruz | República Dominicana |
| 1ª central                 | Rachael Kramer      | Estados Unidos       |
| 2ª central                 | Jennifer Cross      | Canadá               |
| Levantadora                | Natalia Valentín    | Porto Rico           |
| Líbero                     | Shara Venegas       | Porto Rico           |

As jogadores que se destacaram por fundamento:
| Maior pontuadora | Gaila González    | República Dominicana |
| Melhor sacadora  | Jocelyn Urías     | México               |
| Melhor defensora | María José Castro | Costa Rica           |
| Melhor receptora | Shara Venegas     | Porto Rico           |